# Cirrosus
Cirrosus é um gênero de aranhas da família Linyphiidae descrito em 2014.